# 아침경제 골든타임
《아침경제 골든타임》은 채널A에서 2014년 8월 4일부터 2016년 10월 7일까지 방송되었던 시사 교양 프로그램이다.

## 방송시간
- 평일 오전 8시 ~ 9시

## 앵커
- 신치영
- 강수진

## 동시간대 경쟁 프로그램
- KBS 8 아침 뉴스타임 (KBS 2TV)
- 아침엔 매일경제 (MBN)
- 인간극장, 아침마당 (이상 KBS 1TV)
- 생방송 오늘 아침 (이상 MBC)
- JTBC 뉴스 아침& (JTBC)
- 모닝와이드 (이상 SBS)
- 딩동댕 유치원 (EBS 1TV)